# Henri Cochet
Henri Cochet (n. 14 decembrie 1901, Villeurbanne, Franța – d. 2 aprilie 1987, Saint-Germain-en-Laye⁠(d), Île-de-France, Franța) a fost un jucător de tenis francez, medaliat olimpic. A participat la o ediție a Jocurilor Olimpice (1924) în care a câștigat două medalii de argint.